# Архитектура Омска
Архитектура Омска представлена преимущественно многоэтажными зданиями советской постройки и частным сектором. Левобережный речной фасад города формируется в настоящее время, а застройка территорий бывшего Судоремонтного завода и Сибзавода будет формировать новый облик правого берега Иртыша в будущем. Историческая застройка располагается по обоим берегам Оми — это законченный ансамбль Любинского проспекта (ул. Ленина).

## История развития города

### XVIII век
Омск был основан в 1716 году как русская крепость на южных рубежах Сибири. В 1722 году был составлен первый план крепости. Пятигранная деревянная крепость и прилегающий к ней со стороны Иртыша посад располагались на левом высоком берегу речки Оми при её впадении в Иртыш. Наплавной мост через Омь соединял левый берег с поселением на правом берегу этой речки. Никольские ворота крепости вели к реке Оми, Спасские открывали дорогу на посад, Знаменские — на Томск. На площади внутри крепости стояла церковь Сергия Радонежского . На левом берегу сформировалась Луговская слобода, на левом — Губина и Курганная слободы.
В 1762 году на противоположном берегу Иртыша была построена «Елизаветинская защита». В 1730-е годы Омская крепость была связана ответвлением из пяти ямских станций с Сибирским трактом.
В конце 1760-х годов на правом берегу Оми была построена новая крепость из кирпича (строительного леса поблизости не было). Крепость имела деревянные ворота: Омские со стороны Омской слободы, Тарские на севере, Иртышские и Тобольские у Иртыша. Первым каменным строением был Воскресенский собор, построенный в 1773 году.

### XIX век
В 1770-х годах появился первый регулярный план будущего Омска. Город, ставший в 1804 году уездным, застраивался медленно. Важным событием для Омска стало придание ему в 1825 году статуса административного центра Западной Сибири, а также перенос Сибирского тракта в Омск.

#### Разработка первого генплана
Профессор Дерптского университета К. Ф. Ледебур в путешествии по Сибири в 1826 г. увидел в Омской крепости лишь «несколько хороших зданий».
После пожаров конца 1810-го — начала 1820-х гг. в городе освободились большие территории для застройки, а перенос сюда резиденции западносибирского генерал-губернатора способствовало расширению города. Сразу после пожара 1823 г. генерал-губернатор П. М. Капцевич поручил выдающемуся петербургскому архитектору В. Гесте разрабатывать первый генеральный план города, который, по словам историка архитектуры В. И. Кочедамова, обеспечил городу «на много лет вперед правильное развитие, красивые перспективы улиц и интересные архитектурные ансамбли».
Первоначальная идея несколько схематичной регулярной разбивки кварталов с широкими прямыми улицами получила дальнейшее развитие и усовершенствование. Разработав оригинальный тип городского квартала со средними размерами 220×120 м, архитектор использовал свои разработки для значительного увеличения территории города, прибавляя новые жилые районы.
Архитектор выделил в квартальной жилой застройке площади для приходских церквей и торговли. В центре южной части города «предполагалось создать большую площадь с собором и гостиным двором».
С января 1823 года этот проект находился в Омске «для сверки с натурой», и позднее дорабатывался в Санкт-Петербурге, будучи возвращённым с рядом частных замечаний и предложений. 28 января 1829 года откорректированный автором генеральный план Омска был утверждён Императором и с момента конфирмации на несколько десятилетий стал руководящей основой архитектурно-планировочного развития города.

#### Новая застройка
В центре стали появляться дома, построенные по «образцовым» проектам и правилам 1809 года.
В 1821 г. в Слободском форштадте началось строительство большого дома для почтовой конторы с многоколонным деревянным портиком в стиле классицизма с флигелями. Его спроектировал выпускник Академии художеств, работавший в Тобольске архитектором почтового ведомства, П. И. Праман.
В 1823 г. из Кадышевского в Бутырский форштадт начали переносить военный госпиталь, деревянные корпуса которого были сложены на каменных фундаментах. В дальнейшем госпиталь превратился в архитектурно-парковый комплекс с двумя лечебными корпусами и каменной лабораторией, около которых проложили Больничный переулок. Описание госпиталя оставил его пациент Ф. М. Достоевский в «Записках из Мертвого дома».
В 1829 году для казахов была построена мечеть. В 1840 году по проекту столичного архитектора В. Стасова возведён Никольский казачий собор. К середине XIX века город насчитывал 1592 дома, 80 % мужчин были военнослужащими.
В 1850-60-е годы в Омске насчитывалось 2073 дома, из них каменных — чуть более 30, 17 улиц, 6 площадей. Архитектура была достаточно примитивной, деревянные постройки погибали в бесконечных пожарах. Городовой архитектор Ф. Ф. Вагнер при содействии генерал-губернатора Западной Сибири Г. Х. Гасфорда разрабатывает и вводит новые правила частного домостроения. Был введён запрет на возведение домов без фундамента или деревянных свай, запрещалось крыть кровлю берёзовой корой или землёй, упорядочивалась застройка города. Под руководством Вагнера были заложены первые омские сады — Любина роща (1851 г.), названная в честь безвременно скончавшейся жены генерал-губернатора Любови Фёдоровны, Дворцовый и Губернаторский сады (1860—1862 гг.).
В это время в городе появилось уличное освещение.
Ф. Ф. Вагнер развернул каменное строительство. Под его руководством были возведены здания Общественного собрания (1859 г.) и Военного собрания (1861 г.), генерал-губернаторский дворец (1859—1862 гг.).
В третьей четверти XIX века из-за высокой стоимости камня гражданские постройки оставались деревянными, из кирпича строились только казённые здания. В 1860 году в городе, протянувшемся вдоль Иртыша на пять вёрст, насчитывалось В конце XIX века Омск оставался городом военнослужащих (также отставных) и чиновников. В 1894 году в Омск пришла железная дорога, способствовавшая быстрому развитию города. В начале XX века всего насчитывалось 3600 домов, из которых только 81 был каменным.

## Омск как региональный центр
Железная дорога способствовала быстрому развитию города. Хорошее сообщение по железной дороге и Иртышу обеспечило включение города во всероссийский и европейский рынки. Омск превратился в центр оптовой торговли хлебом, сливочным маслом, другими сельхозпродуктами, стал одним из промышленных и общественно-культурных центров. На территории Степного генерал-губернаторства действовал льготный налоговый режим.

### Период второй промышленной революции в России
20 марта 1895 г. было принято решение о строительстве здания музея Западно-Сибирского отдела Императорского географического общества, проектирование которого было поручено недавно прибывшему в Омск архитектору, действительному члену Отдела И. Г. Хворинову. Строительство при участии инженеров И. П. Кравцова и А. П. Хекстрема растянулось с 1896 по 1900 гг. Архитектор выполнил здание в духе классицистической стилизации (симметричный план, обшивка досками), русской стилизации (деревянный сруб, разновеликие объёмы, резные наличники, шатровое завершение центрального ризалита с луковичной главкой) и восточной архитектуры (граненые фонарики над боковыми ризалитами, напоминающие юрты и некоторые элементы интерьера), отразив тем самым представление о музее как храме науки, хозяйственное и культурное освоение русскими Сибири и значение восточной культуры в регионе и этнографическую направленность исследователей Отдела.
В 1903 году начал действовать железный разводной мост через реку Омь. В Омске появились гостиница «Россия», аптека, целая сеть магазинов, для чего по решению городской управы московским фабрикантам и крупным торговым фирмам продали участок Любиной рощи. В промышленности города заметную роль начинают играть мастерские и депо железной дороги, завод плугов предпринимателя датского происхождения С. Х. Рандрупа, табачная фабрика Я. М. Серебрякова. Для последней в 1901 году было построено новое здание в архитектурных тенденциях эпохи — с узорной кирпичной кладкой, арками Монье.
В 1904 году население города выросло до 62,5 тыс. человек, к 1907-му на территории Омского, Тюкалинского и Тарского уездов имелось 1322 населенных пункта с 561655 жителями, а к 1914 году население удвоилось и превысило миллион человек. Омск стал самым крупным городом в Сибири.
В период 1910—1917 годов, когда город возглавлял статский советник Василий Александрович Морозов, были реализованы важные муниципальные программы: строительство водопровода, аптек, кирпичных заводов, расширение центрального базара, освещение города, строительство дорог и трамвайных путей. В 1912 году по проекту И. Г. Хворинова на Александровском проспекте (ныне — ул. Интернациональная) была построена цилиндрическая пожарная каланча в русском стиле — одна из ярких достопримечательностей города.
В том же году было завершено тянувшееся с 28 июля 1901 г. строительство театра, спроектированного И. Г. Хвориновым. Благодаря ярусному залу на 829 зрителей он стал одним из крупнейших в Сибири. В стилистике здания преобладают мотивы барокко и классицизма, оно богато украшено. Сложное в плане здание впечатляет многообразием объёмов, кроме центрального купола, над ризалитами возвышаются пышно декорированные купола. Над балконом-порталом ионические колонны поддерживают сложный аттик с лучковым завершением. В декоре встречаются самые разные мотивы — лиры, коньки, акант, акротерии.
Старейший омский купец Георгий Васильевич Терехов в 1905 года утвердил проект «каменного здания для торгового помещения и гостиницы с нумерами и рестораном в городе Омске на углу Любинского и Санниковского проспектов», выполненный И. Г. Хвориновым. Здание, в подвале и на первом этаже которого находились магазины, в том числе самого Терехова, Н. Н. Машинского и других, а второй и третий этаж занимала гостиница «Россия», мастерски вписано в существующую градостроительную среду и отличается насыщенным декором фасадов с полуколоннами, 8-колонными портиками входов, поддерживающих балконы с парапетами из балясин или фигурными металлическими решетками. Здание было построено всего за год и сдано в 1906 году.

## Главные архитекторы
1846—1864 Вагнер, Фёдор Федорович
1864—1878 Эзет, Эдуард Иванович.
1901—1906 Хворинов, Илиодор Геннадьевич
1939—1941 Зутис, Пётр Петрович
1943—1944 Колесов Андрей Николаевич
1944—1947 Макеров Владимир Иванович 
1947—1955 Капустин Георгий Александрович 
1955—1955 Эйхлер Николай Леопольдович
1955—1969 Антипов Борис Владимирович 
1955—1975 Борусевич Юрий Борисович 
1955—2005 Каримов Альберт Миниханович 
1955—2013 Тиль Анатолий Генрихович
2021—2022 Старченкова Наталья Сергеевна
2023 Воробьев Роман Владимирович

## Историческая застройка
Благоустройство исторической части Омска находится на уровне ниже необходимого.
Предполагается[кем?] расширить культурно-исторический комплекс «Омская крепость» за счёт перехода бывшей территории ТЭЦ-1 в муниципальную собственность и разместить в здании военной поликлиники музей «Искусство Омска».
Здания-памятники культуры федерального значения:
1. Тобольские ворота Омской крепости (1791—1794)
2. Здание гауптвахты (1781—1783)
3. Здание военного собрания (1861, 1908)
4. Здание коммерческого училища (1915—1916)
5. Здание лютеранской кирхи (1791)
6. Здание Сибирского кадетского корпуса (1826, 1879—1882)
7. Казачий Никольский собор (1833—1840)
8. Управление Омской железной дороги (1914—1917)

Не все здания-памятники находятся в хорошем состоянии. Так, знаменитый омский дом с драконами, чья история насчитывает более ста лет, требует реставрации и находится на глухой улочке далеко от туристических маршрутов. Необычные для сибирского деревянного зодчества, драконы здесь были взяты из альбома образцов Минетти и расположены на наличниках и в качестве кронштейнов для поддержки навеса над крыльцом. В прошлом ворота и забор дома были украшены резными языками пламени. Дом с драконами свидетельствует о сильной архитектурной традиции в Омске начала XX века, доступной для народных масс. Однако в настоящее время его сохранению уделяется недостаточно внимания, и он может пойти под снос из-за застройки района.
Аналогичная проблема касается и многих других памятников деревянной архитектуры, которые уничтожаются незаконными методами в интересах частного бизнеса. Для этого используется административный ресурс, поджоги и несанкционированный разбор зданий, выкуп с целью в будущем довести до плачевного состояния и уничтожить. Таким образом были потеряны здание в стиле модерн на Декабристов, 7, деревянное здание в стиле классицизма на Гусарова, 47 и пр. Ещё уцелевшие памятники, находящиеся в частном владении, оказываются заброшенными, наполовину сгнившими и требуют очень серьёзной реконструкции. Например, в марте 2016 года неизвестные начали незаконный снос дома, где помещался штаб восстания 22 декабря 1918 года, и прежде, чем вмешалась прокуратура, успели оставить от исторического памятника только первый этаж и, частично, деревянные конструкции второго.

## Современная застройка
Всего в Омске 6591 многоквартирных домов (на 2016 год). Из них больше тысячи домов первых массовых серий, в том числе 177 домов серии 1-335 ПК — их доля в объёме жилого фонда Омска — самая высокая в России.
У города нет средств для того, чтобы провести капитальный ремонт даже в тех домах, где это требуется по решению суда. Причина этого лежит в правовой сфере. После распада СССР муниципалитет получил на баланс большое количество жилых домов от предприятий, которые не могли компенсировать расходы на капитальный ремонт по своим финансовым причинам. Затем по закону о приватизации жилья мэрия получила обязательство отремонтировать дома перед передачей их в собственность граждан. Однако никакого финансирования на эти нужды не было выделено ни со стороны регионального, ни со стороны федерального бюджета. В итоге, осенью 2015 года Омск при всём бюджете города в 17 млрд рублей должен был провести капремонта на 13 млрд рублей, что невозможно.
Тем не менее, в 2010—2012 годах под надзором мэра Виктора Шрейдера велась широкомасштабная реконструкция хрущёвок 335-й серии с усилением по новой технологии. Работы были проведены на 50 домах с применением четырёх разных инженерных решений. Технология позволяла строителям не заходить в квартиры и тратить на один дом три недели, а не два месяца, как это было раньше. Помимо усиления каркаса проводилось утепление стен и обшивка современными фасадными материалами. Расчётный срок службы реконструированного таким образом дома составляет 35-40 лет. Опыт Омска в этой сфере рассматривался на всероссийских и международных конференциях ввиду своей актуальности: дома этой серии активно строились по всему СССР.

### Частный сектор
Значительная часть города относится к частному сектору. Некоторые районы даже в центре неблагоустроены: нет газа и канализации, дороги грунтовые; кроме того, некоторые жители не оплачивают вывоз мусора и создают несанкционированные свалки. По программе регенерации кварталов часть частного сектора, преимущественно в центре города, сносится и застраивается современным жильём или бизнес-центрами.

### Высотное строительство
В Омске практически нет зданий выше 50 метров. Самое высокое сооружение — дымовая труба ТЭЦ-5 (275 метров), построенная в 1976 году и находящаяся на тридцать пятом месте в рейтинге самых высоких труб в мире. Самым высоким зданием является крупнейший за Уралом Омский элеватор, расположенный в Старом Кировске. Его высота — 72 метра, что аналогично 24-этажному дому. Соперничает с ним по высоте самый высокий жилой дом (24 этажа) в центре города на улице Сенная.
Строительство новых высотных зданий в правобережном общественно-деловом центре (лежащем в границах улиц Фрунзе — Жукова — Масленникова) маловероятно, поскольку он практически сформирован. Поэтому место высоткам отводится в основном на Левом берегу. Однако там препятствием становится аэропорт Омск-Центральный. Кроме того, здания выше 16 этажей должны иметь соответствующее противопожарное обеспечение, и нет омских инвесторов, готовых вкладываться в современную противопожарную систему для высотного комплекса (газовую, порошковую, пенную). Недостаточно развита инженерная инфраструктура для того, чтобы использовать водяную систему с мощными насосами, забирающими воду из городского водопровода. Ещё одной причиной отсутствия высоток в городе является отсутствие крупных компаний, готовых арендовать площади в небоскрёбах. Подобные многофункциональные комплексы в Омске не востребованы.

### Проекты развития
Предполагается, что территория омского «садового кольца» (территория между набережной Тухачевского, улицами Партизанской, Герцена и Фрунзе) будет застраиваться зданиями в 10-12 этажей, а 20-30-этажные здания будут выноситься за её пределы и образуют своеобразный амфитеатр в центре города, подчёркивая памятники истории и культуры. В результате должна получиться эффектная панорама, просматриваемая с левого берега Иртыша. Проект, разработанный ТПИ «Омскгражданпроект», предусматривает искусственное ограничение берегов реки и смыв острова между метромостом и Ленинградским мостом.
Планируется продолжить реконструкцию Омской крепости, восстановить Иртышские и Омские ворота, элементы земляного вала. Увеличение числа культурных и досуговых объектов в центре города обострит проблему транспортных развязок и автомобильных парковок. Предполагается строительство подземных парковок и продолжение Иртышской набережной до речного вокзала.

## Инфраструктурные объекты
Развитие инфраструктуры города для бизнеса журналом «Forbes» в 2010 году было названо лучшим по стране.
Как и в других крупных городах России, в Омске остро стоит проблема нехватки мест для парковки. Многие возводимые торгово-развлекательные комплексы не соответствуют нормативам по количеству машино-мест на площадь комплекса. Не меньшие сложности в жилых массивах — с ростом числа автомобилей строительство гаражей во дворах становится невозможным (на 200-квартирный дом может приходиться до 400 автомобилей). Подземные парковки в Омске, где уровень грунтовых вод очень высок — очень дороги, так как требуют использования дорогих автоматизированных систем контроля грунтовых вод. Тем не менее, в мэрии рассматривается идея подземных парковок с детскими игровыми площадками на крышах. Такие парковки можно размещать во дворах. Наземные пандусные парковки в городе присутствуют, всего их 30 разной этажности, однако это число крайне невелико для миллионника.
30 % гаражных комплексов находится в Кировском административном округе, 20 % — в Советском, а меньше всего их в Октябрьском — около 9 %.
Первый подземный пешеходный переход в Омске был построен в 1972 году на площади Ленина. Переходы также имеются у кинотеатра «Маяковский», на остановке у Омского историко-краеведческого музея и в других местах. С 2014 года проводятся художественные акции, когда дети-граффитисты оформляют стены подземных переходов; так украшены тоннели у остановки «Дом туриста», у спортивно-концертного комплекса им. Виктора Блинова, у Дома детского и юношеского творчества на Красном Пути и на улице Щербанёва.
Мосты Омска соединяют берега двух рек, крупных мостов — десять, из них пять проходят над Иртышом, и пять — над Омью. По течению Иртыша, то есть с юга на север, находятся Южный мост, раздвоенный железнодорожный мост, Ленинградский, метромост им. 60-летия Победы и мост им. 60-летия ВЛКСМ. Через Омь перекинуты Юбилейный, Комсомольский, Фрунзенский, Октябрьский и железнодорожный мосты.

### Дороги
Протяжённость омских дорог составляет чуть более 1400 км (общая площадь 9,5 млн км²), из них только 900 км — с твёрдым покрытием. Состояние дорог очень плохое, 720 км требует немедленного ремонта. Основной причиной называется критический недостаток финансирования, в юбилейном для города 2016 году выделено в пять раз меньше денег, чем требуется для содержания и ремонта дорог по нормативам. В то же время в областном бюджете имеется больший объём средств на ремонт дорог, чем было запрошено мэрией, однако городская власть не берёт их, аргументируя это тем, что не успеет освоить за «короткое лето». Кроме того, в предыдущие годы значительная часть денег дорожного фонда была потрачена отнюдь не на дороги. Соответственно, в юбилейном году не будет начато ни одного нового строительства дорог, в том числе уже запланированных и важных для города.
Также быстрому разрушению дорог способствуют природные особенности: из-за высокого уровня грунтовых вод и в отсутствие ливневой канализации поверхностным водам некуда уходить. По мнению директора департамента строительства Сергея Козубовича, такая проблема с учётом омских особенностей может быть решена дорогостоящей ливневой канализацией самого глубокого заложения (8-9 метров).
Проблема с дорогами стала особенно серьёзной в марте 2016 года, когда в затопленных ямах стали застревать автобусы и троллейбусы. Журналистка британского издания Metro отметила, что омичи показали превосходную командную работу, вытаскивая свой транспорт из гигантской выбоины, однако они крайне возмущены состоянием дорог. Горожане устраивали разнообразные акции. Эмоционально реагировали и депутаты городского совета, например, Валерий Кокорин предложил объявить в городе чрезвычайное положение, а Евгений Сметанин так описывал происходящее:
После того, как снег сошёл с дорог, все стали очевидцами огромных ям. Некоторые дороги вообще просто перестали существовать! Будет субсидия из областного бюджета на ремонт 21 дороги, но есть ещё 800 дорог. […] И то «дорожные феи» объявляются, то голодовки идут, то митинг про город без дорог хотят устроить. […] Плачевная ситуация, особенно в преддверии 300-летия Омска.
В апреле 2016 года в эфире воскресной программы «Время» на Первом канале подтопленные городские дороги дали повод иронически назвать Омск «сибирской Венецией». В целом Омск, его дороги и ямы на них неоднократно высмеивались на федеральных радиостанциях и телеканалах не взирая на активный ремонт городских автомагистралей. Так, к этой теме несколько раз обращался ведущий радио «Маяк» Сергей Стиллавин.